# Isabel Chacón Chacón
Isabel Chacón Chacón (Ibias, Astúries, 1973) és una activista en defensa dels serveis públics, col·laboradora de TaxiProject i RidersxDerechos, membre de l’aliança internacional de treballadores de plataforma Unidas World Action (UWA), i responsable de moviments socials a l’Oficina Tècnica Parlamentària de la CUP. L'1 de març de 2022 fou elegida com a membre del Secretariat Nacional de la Candidatura d'Unitat Popular. El 14 de maig de 2023 formà part d'una delegació de la CUP fent d’observadora internacional en les eleccions presidencials, havent estat convidada pel Partit Democràtic del Poble. En el moment del recompte electoral, la policia turca la retingué i també a Jon Iñarritu d'EH Bildu en una comissaria a la ciutat de Siirt.